# Supply chain management

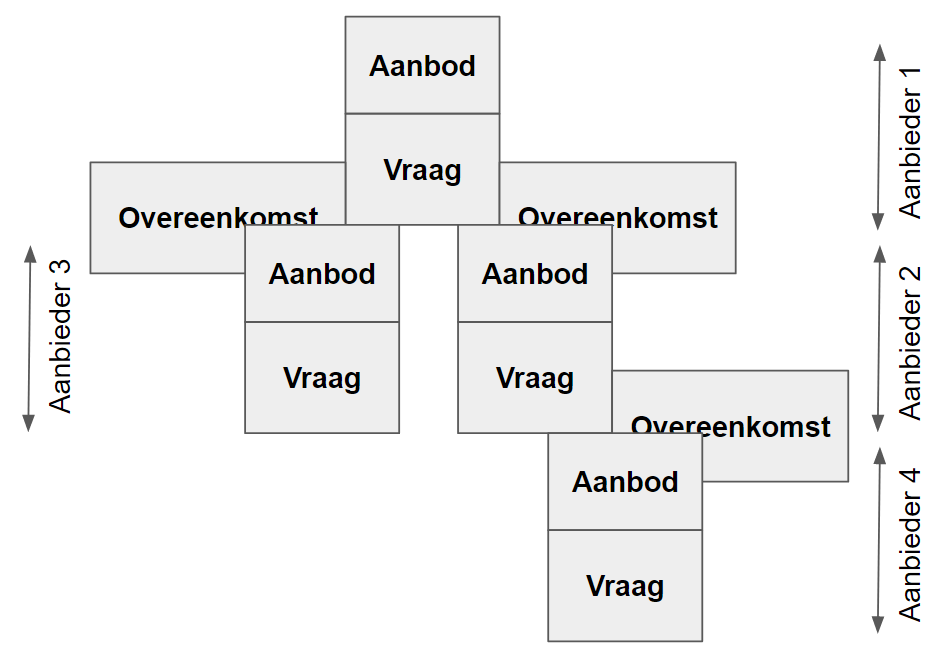
In een efficiënte productieketen zijn overeenkomsten op elkaar afgestemd

Supply chain management (SCM), ook wel integraal ketenbeheer genoemd, is een principe waarbij door middel van het verbeteren van processen en samenwerking met leveranciers en afnemers een betere functionaliteit van het deelnemende bedrijf in de keten ontstaat. In bijvoorbeeld de horeca en de toeleverende bedrijven kan dit ervoor zorgen dat er minder afval ontstaat door meer accurate inkopen.

## Algemeen
Supply chain management wordt in de regel ondersteund met software (enterprise resource planning; SAP is hier vooral in bekend) die bedrijven met elkaar in contact laat staan en orders automatisch laat verlopen. Door middel van het toepassen en implementeren van supply chain management wordt het zogenoemde opslingereffect voorkomen of tot een minimum teruggebracht. Dit houdt in dat leveranciers te veel gaan aanvragen bij hun leveranciers, die dat dan ook weer doen zodat er uiteindelijk een teveel aan artikelen wordt geproduceerd, wat in de horeca veel kosten kan opleveren bij leveranciers, die dan weer hun verliezen doorberekenen in volgende leveringen en zo dus de prijzen omhoog jagen. In de levensmiddelhandel wordt dit aan de kassa ondersteund door de kassatransactie door te vertalen naar de leverancier, die zonder veel tijdsvertraging het verbruik bij de verschillende winkels weet, waardoor zij snel de voorraad kunnen aanvullen.
Logistieke dienstverleners bieden vaak diensten aan onder de noemer supply chain management. Zij bedoelen hiermee dat ze een klant de verantwoordelijkheid voor een deel van de goederenstroom uit handen kunnen nemen. De logistieke dienstverlener beschikt hiervoor vaak over eigen distributiecentra waar hij de producten van de klant kan opslaan. Ook zorgt hij ervoor dat de goederen op tijd naar de klant worden gedistribueerd.
Inmiddels worden de definities op het gebied van supply chain management gestandaardiseerd door de SCOR-organisatie. SCOR staat voor Supply Chain Operations Reference. De meeste grote ketens zijn lid van deze organisatie.

## Toepassing van IT
Omdat SCM complex is, is alleen IT in staat ondersteuning te bieden tegen aanvaardbare kosten. SCM zonder IT is dus niet realiseerbaar. Die ondersteuning wordt doorgaans geboden door middel van applicatiepakketten, waaronder enterprise resource planning (ERP). De redenen waarom deze enterprise resource planning en aanverwante pakketten worden gebruikt zijn drieledig:
- Verhogen van de transparantie binnen de logistieke keten[2]
- Verbeteren van de financiële en operationele performance[3]
- Verhogen van de waarde die voor de klant wordt gecreëerd (bijvoorbeeld doordat het KOOP downstream verschuift)[4]

Sinds de jaren 90 wordt er echter in groeiende mate gebruikgemaakt van zogenaamde 'web-based'-applicaties, die gekarakteriseerd worden door met elkaar opererende componenten op een cross-platform-basis. Enkele componenten die hierbij worden gebruikt zijn workflow management en business process management (BPM).